# Gymnothorax polygonius
Gymnothorax polygonius es una especie de pez de la familia de los morénidas en el orden de los Anguilliformes.

## Morfología
Los machos pueden llegar a alcanzar los 84 cm de longitud total.

## Distribución geográfica
Se encuentra en el Atlántico oriental ( Madeira y Cabo Verde) y en el Atlántico occidental central (Cuba ).